# Kompocie (Polska)
Kompocie (dodatkowa nazwa w j. litewskim Kampuočiai) – wieś w Polsce położona w województwie podlaskim, w powiecie sejneńskim, w gminie Puńsk.
| SIMC    | Nazwa      | Rodzaj    |
| ------- | ---------- | --------- |
| 1011632 | Darżynikaj | część wsi |
| 1011721 | Rajzginia  | część wsi |

W latach 1975–1998 miejscowość administracyjnie należała do województwa suwalskiego.